# Nikao Sokattack FC
El Nikao Sokattack Football Club (o simplemente Nikao Sokattack), también conocido como Nikao Rarotonga, es un equipo de fútbol de la ciudad Avarua, en las Islas Cook.

## Biografía
Comenzó a destacarse a principios del siglo XXI, ya que anteriormente solo poseía un título en la Copa Islas Cook, conseguido en 1983. Desde el año 2000 ganó 6 de 13 campeonatos en la liga local, además de 6 trofeos en la Copa Islas Cook.

## Palmarés
- Primera División (7): 2000, 2004, 2005, 2006, 2008, 2009, 2021.

- Copa Islas Cook (11): 1983, 2002, 2003, 2005, 2007, 2008, 2010, 2011, 2012, 2020, 2021.

## Participación en competiciones de la OFC
| Temporada | Torneo                      | Ronda          | Club            | Casa | Visita | Global |
| --------- | --------------------------- | -------------- | --------------- | ---- | ------ | ------ |
| 2022      | Liga de Campeones de la OFC | Fase de grupos | Auckland City   | 1-4  | –      | 1-4    |
| 2022      | Liga de Campeones de la OFC | Fase de grupos | Hienghène Sport | 0-1  | –      | 0-1    |
| 2022      | Liga de Campeones de la OFC | Fase de grupos | Rewa            | –    | 1-3    | 1-3    |